# Jean-Christophe Saïs
 (mai 2013).
Jean-Christophe Saïs est un metteur en scène et comédien français né en 1970 à Lyon.

## Biographie
En 1999 il met en scène Sallinger de Bernard-Marie Koltès, en coproduction avec le Théâtre Gérard-Philipe, Centre dramatique national de Saint-Denis, le Théâtre national de Dijon, La Halle aux Grains, scène nationale de Blois, et L'Athanor, scène nationale d'Albi. La profession remarque immédiatement ce jeune metteur en scène.
En 2002, il met en scène Quai Ouest, toujours de Bernard-Marie Koltès, en coproduction avec le Théâtre national de Strasbourg, le Théâtre de la Ville à Paris, le Théâtre national de Toulouse, le Théâtre des Treize Vents, le Centre dramatique national de Montpellier et L'Athanor, scène nationale d'Albi.
En 2003 il met en scène Roméo et Juliette de William Shakespeare, au Teatro stabile de Turin.
En 2004 il met en scène Dans la solitude des champs de coton de Bernard-Marie Koltès  en coproduction avec le Théâtre de la Ville à Paris, la Comédie de Reims, centre dramatique national, la Scène nationale d'Orléans et La Halle aux Grains, scène nationale de Blois.
En 2005 il met en scène Roberto Zucco de Bernard-Marie Koltès en coproduction avec le Théâtre national de Strasbourg et le Piccolo teatro de Milan.
En 2006, il crée Pelléas et Mélisande de Maurice Maeterlinck, en coproduction avec le Théâtre de la Ville, la Comédie de Reims, la Scène nationale de Blois, le Théâtre de l'Olivier à Istres et le Time Festival de Gand en Belgique.
En 2008, il met en scène Andromaque d’Euripide, créé en français et en arabe avec des comédiens français et syriens (coproduction du festival des Nuits de Fourvière, du  Athens & Epidaurus Festival, du Festival Barcelona Grec, et de Damas, capitale arabe de la culture 2008).
En 2008 il met en espace Nuit de David Missonnier à Théâtre Ouvert
En 2009, il met en scène l'opéra Les Quatre Jumelles de Copi, création mondiale sur une musique de Régis Campo, en coproduction avec l'Opéra de Reims, l'ARCAL et l'Opéra de Massy.
En 2009 il met en espace Tout doit disparaître d'Éric Pessan à Théâtre Ouvert.
En 2010 il met en espace Fracture de Linda McLean à Théâtre Ouvert.
En 2011, il met en scène  L'Histoire du soldat  composée par Igor Stravinsky en 1917 sur un texte de Charles-Ferdinand Ramuz, coproduction avec l'Opéra de Reims, l'ARCAL, Maison de la Musique de Nanterre. L'Histoire du soldat a été repris à L'Athénée Théâtre Louis-Jouvet en juin 2012 et au Grand théâtre de Provence en mai 2013.

## Enseignement
Il est intervenant à l'école du Théâtre national de Bretagne, l'école du Théâtre national de Strasbourg, 
Conservatoire national supérieur d'art dramatique de Paris, à l'école du Théâtre national de Bordeaux en Aquitaine et à l'École supérieure d'art dramatique de Paris.